# Idioma taiwanés
El hokkien taiwanés, min nan taiwanés (en chino tradicional, 臺灣閩南語; pe̍h-ōe-jī, Tâi-oân Bân-lâm-gí) o comúnmente llamado taiwanés (en chino tradicional, 臺灣話：臺語; peh-oe-ji, Tâi-oân-oē; también 台語, Tâi-gí) es una variedad de min nan hablado por el 70% de la población de Taiwán y también es el más hablado como segundo idioma, para la población cuyo primer idioma es el mandarín o el hakka en Taiwán. El mayor grupo étnico de Taiwán considera el taiwanés su idioma natal y es llamado hoklo o holo (peh-oe-ji, Hō-ló), por eso al taiwanés también se le llama Hō-ló-oē (en chino tradicional, 河洛話：福佬話)

## Influencia de otras culturas
Durante los últimos trescientos años, algunas culturas han influenciado el léxico del taiwanés.

### Los idiomas de losaborígenes
- a-se "estar como no saber nada": de los idiomas de los aborígenes sureños de Taiwán assey "no saber"

### Malayo
- se-kok-bi "tapioca de coco": de malayo sago
- pin-nng "areca": de malayo pinang

### Japonés
- no-li "nori": de japonés "のり（苔）" (nori)
- pian-tong "bentō": de japonés "べんとう（弁当）" (bentou)
- o-lian "oden": de japonés "おでん" (oden)
- thian-puh-la "tempura": de japonés "てんぷら" (tenpura). Pero la thian-puh-la taiwanesa y el tenpura japonés son un poco diferentes. El tenpura japonés se deriva del tempero portugués en sí mismo.
- wa-sa-bi "wasabi": de japonés "わさび（山葵）" (wasabi).
- sa-si-mi "sashimi": de japonés "さしみ（刺身）" (sashimi).
- tha-kho "pulpo": de japonés "たこ（蛸）" (tako).
- tha-tha-mi "tatami": de japonés "たたみ（畳）" (tatami).
- ki-mo-chi ""humor": de japonés "きもち（気持）" (kimochi).
- sang "señor": de japonés "さん（様）" (san).
- ni-sang "hermano": de japonés "にいさん（兄さん）" (nisan).
- ku-soh "maldición": de japonés "糞（くそ）" (kuso).
- gan-ba-tie "no dar por vencido": de japonés "頑張って（がんばって）" (ganbatte).

### Mandarín
- Ma (嗎), ba (吧): No había los sufijos en el fin de una oración para hacer una pregunta y una conjetura como ma y ba en taiwanés tradicional que usa los prefijos como kam (敢) o eng-kai-sī (應該是). Pero, actualmente el taiwanés se ha impregnado del uso de los sufijos por la influencia del mandarín. Por ejemplo:

Chino Mandarín: "Ni shi ta de di-di ma?"（你是他的弟弟嗎？）
Taiwanés tradicional: "Li kam si i sio-ti?"（你敢是伊小弟？）
Taiwanés influido: "Li si i sio-ti ma?"（你是伊小弟嗎？）
Español: "¿Eres tú, su hermano menor?"
- Nâ (藍) para "azul" y chheⁿ (青) para "verde": El taiwanés tenía tendencia a usar chheⁿ para "azul" y también "verde" según el contexto, pero ahora nâ significa "azul" y chheⁿ se refiere a "verde" porque en mandarín en Taiwán, los colores 藍 "azul" y 綠 "verde" se refieren a los dos mayores partidos políticos Kuomintang (azul) y PDP (verde) respectivamente, para evitar confusiones molestas.